# الولع بالبول
اليورولاجنيا أو باليوروفيلية (بالإنجليزية: Urolagnia)، هو أحد أشكال الشذوذ الجنسي الذي يتضمن ارتباط الإثارة الجنسية بالبول أو عملية التبول. يعود أصل المصطلح إلى اللغة اليونانية، حيث تعني كلمة ouron "البول"، بينما تشير lagneia إلى "الشهوة".
يُستخدم مصطلح "الدش الذهبي" (Golden Shower) لوصف ممارسة التبول على شخص آخر لتحقيق المتعة الجنسية، في حين أن "الرياضات المائية" (Watersports) تشمل نطاقًا أوسع من الأفعال الجنسية التي تتضمن البول.  
يمكن أن تتضمن هذه الممارسات ابتلاع البول، أو الاستحمام به، أو التبول على شخص أو على أشياء معينة، مثل التبول اللاإرادي على الفراش، أو حتى تلويث الذات بالبول. كما أن بعض أشكال اليورولاجنيا قد تعتمد بشكل أساسي على الاستثارة الناتجة عن رائحة البول.  
هناك أيضًا مفهوم "أوموراشي" (Omorashi)، وهو نوع من الانجذاب الذي يتعلق بالاحتفاظ بالبول أو الإحساس بعدم الراحة والألم الناتج عن امتلاء المثانة، وغالبًا ما يُعتبر شكلا من أشكال اليورولاجنيا.